# Геркен, Евгений Георгиевич
Евгений Георгиевич (Юрьевич) Геркен (Геркен-Баратынский)  (17 (29) ноября 1886, Казань, Российская империя — 23 марта 1962, Москва, СССР) — русский поэт и переводчик Серебряного века.

## Биография
Родился 29 ноября 1886 года в Казани в дворянской семье Юрия Сергеевича Геркена (1859—?) и Юлии Дмитриевны, урожд. Баратынской (1863—1912), внучки поэта Е. А. Баратынского.
Прадед Евгения Геркена по линии отца — Петр Федорович Геркен (род. 1790) — участник заграничных походов 1813—1815 годов, а также Русско-турецкой войны 1826—1828 годов, генерал-майор, был женат на двоюродной сестре Е. А. Боратынского — Анне Ивановне Панчулидзевой (1806—1842). А родной брат его деда — Иван Петрович Геркен (род. 1827), женился на дочери Е. А. Боратынского — Зинаиде Евгеньевне (1840—1916). Так что связь семей Геркен и Боратынских довольно давняя.
Двоюродный брат деда Е.Геркена, Сергея Петровича Геркена (1834—ок.1913) — адмирал Федор Алексеевич Геркен. Бабушка — Анастасия Юрьевна Геркен, урожденная княгиня Трубецкая (1838—1882), дочь камергера Ю. И. Трубецкого.
Отец Е.Геркена Юрий Сергеевич был не чужд миру искусства. Так, например, он автор романса «Отчалила лодка» (на стихи А. Н. Апухтина, 1890 г.).
В 1906 году Евгений Геркен окончил Казанское реальное училище. В 1910 году — юридический факультет Казанского университета.
В 1906 году примкнул к казанской монархической «Партии академического порядка».
Впервые начал печататься в 1906 году в газете «Казанский телеграф» (1893—1917), популярном общественно-политическом и литературном издании, сотрудником которой он был в 1906—1917 годах. Публиковался в журналах «Нива», «Аполлон», «Современный мир», «Журнал театра Литературно-художественного общества», «Русская мысль» и «Русское богатство». В 1909 году в Казани вышел его первый сборник — «Лирические стихотворения. 1906—1909».
В 1912 году познакомился с поэтом Михаилом Кузминым, с которым завязал дружеские отношения, продлившиеся многие годы.
6 ноября 1918 года Геркен, бывший завхозом госпитального судна «Рига», был арестован по делу о кафе на Каменноостровском проспекте. Однако через три месяца за отсутствием оснований для обвинения был освобождён.
В 1919 году работал с издательством «Всемирная литература», переводил французскую поэзию.
В 1924 году Геркен уже состоял в Ленинградском отделении Всероссийского союза поэтов. В 1925 году в Ленинграде вышел его второй сборник «Башня: Стихи» с предисловием Михаила Кузмина.
В 1926 году начал заниматься переводами либретто опер и оперетт: «Дальний звон», «Монна Лиза», «Час в Толедо», «Баядера», «Марица», «Испанский соловей», «Жёлтая кофта», «Год без любви» и др. В это время активно сотрудничал с Михаилом Кузминым.
В 1929 году совместно с Николаем Стрельниковым написал оперетту «Холопка». Переводил либретто таких опер, как «Испанский час» Равеля, «Джонни» Кшенека, «Саломея» Штрауса, «Отелло» Верди, «Кармен» Бизе. Создал русское либретто оперетты «Летучая мышь», и впервые по его пьесе спектакль поставили в Московском театре оперетты в мае 1933 года.
В августе 1933 года арестован по «делу ленинградских гомосексуалов», обвинён в контрреволюционной деятельности и шпионаже: «являясь по своим убеждениям фашистом, возглавлял антисоветскую группировку, вел контрреволюционную фашистскую агитацию среди окружающих». В 1934 году осуждён на 10 лет. Отбывал наказание в БАМлаге. Печатался в лагерных изданиях: «Репертуарный бюллетень литсекции агит-массового сектора КВО БАМЛАГа ОГПУ НКВД» за 1934 г. (с. 2), коллективный сборник «Путеармейцы: Стихи и песни лагкоров» (г. Свободный (ДВК), 1935). В 1951 году совместно с Леонидом Корняну написал комедию и сценарий «Марийкино счастье» на музыку Евгения Коки; пьеса была поставлена рядом театров страны. Освобождён в 1954 году.
Умер в Москве в 1962 году. Похоронен на Переделкинском кладбище.

## Книги
- Евгений Геркен. «Лирические стихотворения. 1906—1909». Казань, 1909.
- Евгений Геркен. «Башня: Стихи». Л., 1925 (с предисловием Михаила Кузмина).